# Carlo Gregori
Carlo Bartolomeo Gregori (Lucca, 18 aprile 1702 – Firenze, 12 dicembre 1759) è stato un incisore italiano.

## Biografia
Nato a Lucca da Pellegrino di Tomeo e Maria di Nardi, di umili origini, si trasferì a Firenze con la famiglia in un'abitazione al ponte alle Grazie, dove aprirono un negozio di mercanzie. Studiò l'arte del bulino e iniziò a frequentare prima la bottega di Domenico Tempesti, dopo si specializzò recandosi a Roma e divenendo allievo di Johann Jakob Frey il Vecchio e di Agostino Masucci.
Nella sua attività di incisore fu molto prolifico e operò in varie città italiane, oltre a Firenze e a Roma, anche a Parma e a Venezia. Gregori fu tra i primi ad approfondire lo studio delle tecniche per la riproduzione di disegni.
Ebbe due figli, Ferdinando e Antonio, entrambi incisori.